# Barbara-Anne Barrett
Barbara-Anne Barrett (* 4. Oktober 1951) ist eine ehemalige britische Weitspringerin.
1970 wurde sie für England startend bei den British Commonwealth Games in Edinburgh Siebte. Bei den Leichtathletik-Europameisterschaften 1971 in Helsinki wurde sie Achte.
1973 wurde sie Englische Hallenmeisterin.

## Persönliche Bestleistungen
- Weitsprung: 6,31 m, 14. August 1971, Helsinki
  - Halle: 6,34 m, 20. Februar 1971, Berlin